# Aldo Asenjo

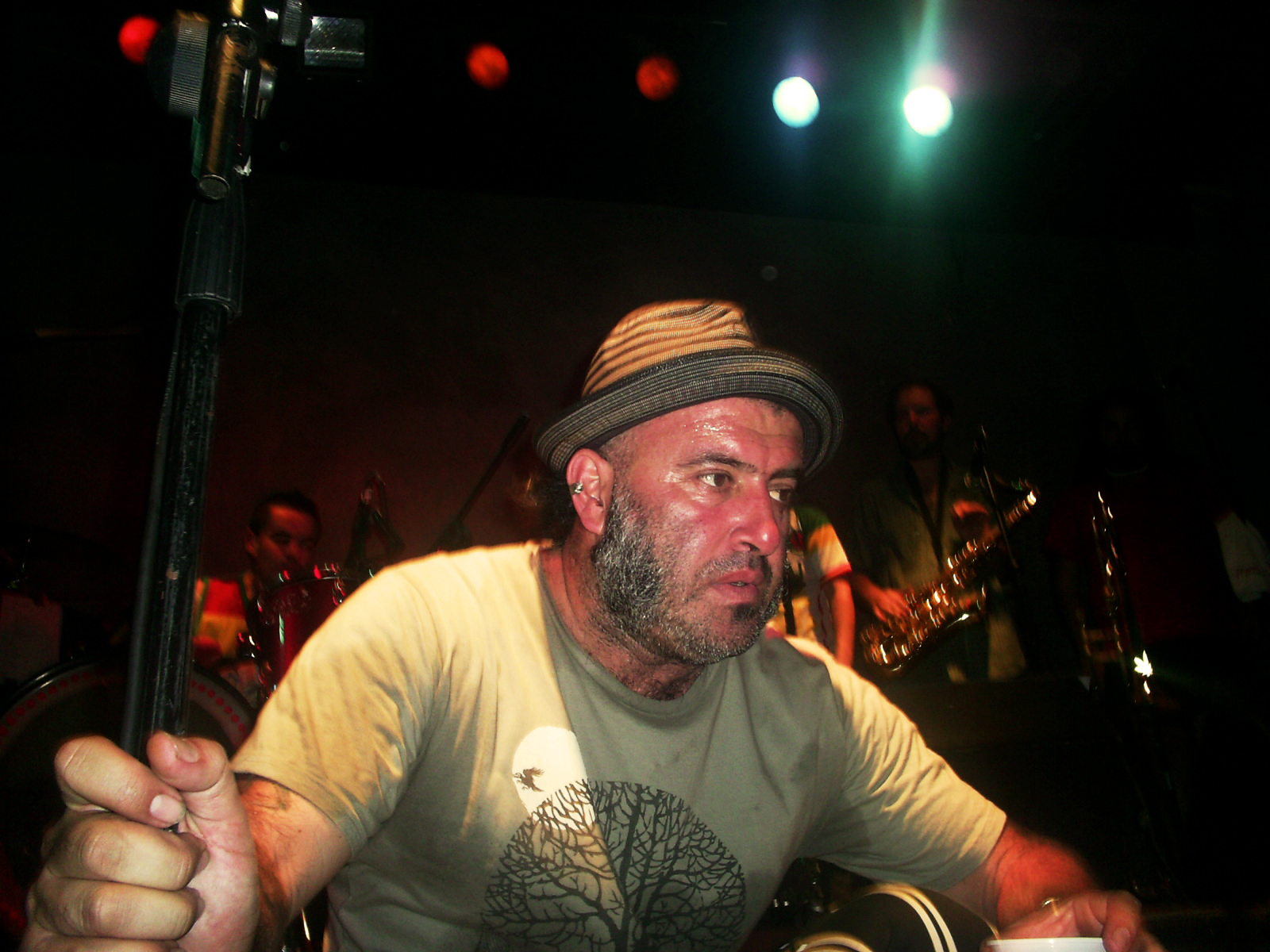
El Macha en 2008

 Aldo Enrique Asenjo Cubillos (Villa Alemana, 4 de agosto de 1968), más conocido como El Macha, es un cantautor y guitarrista chileno, líder de las bandas Chico Trujillo, La Floripondio, Bloque Depresivo y Cabezas Rojas. Especialista en géneros latinos como la cumbia y el bolero, se ha transformado en uno de los referentes más importantes de la nueva cumbia chilena.

## Discografía

### ConLa Floripondio
- 1993: Muriendo Con Las Botas Puestas (Demo casete)
- 1995: La Manda del Ladrón de Melipilla
- 1997: Atontahuayoprensao
- 2001: Dime Qué Pasa!
- 2002: Pasa na' loco loco (En vivo)
- 2005: Paria!
- 2009: 15 Años Sin Ni Un Brillo! (En vivo)
- 2011: Hipertenso
- 2015: Gimnasia para Momias
- 2024: Alo con las islas mutantes?

### ConChico Trujillo
- 2001: Chico Trujillo y la Señora Imaginación (editado en Alemania como ¡Arriba las Nalgasss!)
- 2003: Fiesta de reyes (en vivo)
- 2006: Cumbia chilombiana
- 2009: Plato único bailable
- 2010: Chico de oro'
- 2010: Vivito y coleando (CD + DVD en vivo)
- 2012: Gran Pecador
- 2015: Reina de todas las fiestas
- 2019: Mambo Mundial

### ConBloque Depresivo
- 2018: Macha y el Bloque Depresivo
- 2022: ¡Sacó la Voz Desde el Camarín!
- 2022: Sesiones la Habana